# Salonmusik
Salonmusik ist ein Ausdruck für leicht fassliche, oft besonders virtuose oder sentimentale Musik.
Neben dem literarischen Salon gab es auch den musikalischen Salon, der seit Beginn des 19. Jahrhunderts an Bedeutung gewann. Im „Salon“ befand sich eine private, meist großbürgerliche Gesellschaft, die den musikalischen Darbietungen – im Unterschied zum Konzert – eher oberflächlich folgte. In gewisser Weise ist Salonmusik die bürgerliche Fortführung der Kammermusik des Adels im 17./18. Jahrhundert.
Die Salonmusik als Genre setzt sich vorwiegend aus Bearbeitungen von Opern- und Operetten-Arien sowie von Gesellschaftstänzen zusammen. Ferner besteht sie aus „poetischen“ Instrumentalstücken, die eine Geschichte erzählen oder eine Atmosphäre schaffen sollen. Franz Schubert schrieb Musik für die biedermeierlichen Salons in Wien, die heute noch als Konzertmusik akzeptiert wird. Mit der zunehmenden Kommerzialisierung der Hausmusik gegen die Mitte des 19. Jahrhunderts entstand ein Genre der Salonmusik, das nicht mehr ernst genommen und von Kritikern wie Robert Schumann oder Adolf Bernhard Marx angegriffen und als Kitsch bezeichnet wurde.
Inbegriffe des Salonstücks sind das einst von vielen Klavierschülern geliebte Gebet einer Jungfrau (1856) von Tekla Bądarzewska oder Charles François Gounods Méditation sur le 1er prélude de Bach (1852), auf der Grundlage des Präludiums Nr. 1 in C-Dur aus Bachs Wohltemperiertem Klavier. Neben den musikalischen Dilettanten, die sich der Salonstücke annahmen, gab es professionelle, vornehmlich artistische Salonmusik: Der Komponist Jacques Offenbach etwa begann seine Karriere in den Pariser Salons als Virtuose auf dem Cello. Franz Liszt glänzte als Klaviervirtuose in den Salons.
Der russische Musikpädagoge preußischer Herkunft Eduard Epstein (1827–1889) empfahl, die Salonmusik „vom Zögling fern zu halten [...]; er mag sie später, wenn sein Geschmack bereits auf gesunder Basis die nötige Sicherheit erlangt hat, Spasses halber, und um sich in seinem Hasse für das Schlechte zu bestärken, einmal durchspielen.“
Seit dem Ende des 19. Jahrhunderts wurde die Salonmusik kleinbürgerlicher und öffentlicher und war in zahlreichen Cafés und Hotelhallen zu hören. Neben den Tanzkapellen entstanden Salonorchester in spezieller Besetzung. Das Klavier behielt seine beherrschende Stellung bei. Mit der Entwicklung von Radio und Grammophon verschwand die Salonmusik zunehmend und machte neueren Varianten der Unterhaltungsmusik Platz.
Seit etwa 1980 ist die historische Salonmusik aufgewertet und von zahlreichen Ensembles wie den Hamburger Stadtmusikatzen, dem Bremer Kaffeehaus-Orchester, dem Leipziger Salonorchester Cappuccino, der Salonmusik Saitensprünge, den Salzburger I Salonieri, dem Salonorchester Cölln, dem Salonensemble Lundi Soir und I Salonisti aus Bern wieder gespielt worden. Musiker wie das Palast Orchester, André Rieu oder Richard Clayderman präsentieren moderne Varianten der Salonmusik.

## Bekannte Künstler
Folgend eine Liste bekannter Künstler aus dem Bereich Salonmusik:
- Adolf Busch
- Emanuel Feuermann
- Fritz Busch
- Jacques Thibaud
- Jascha Heifetz
- Pablo Casals
- Paul Hindemith
- Bruno Lüling